# Aba-Sárkeresztúr vasútállomás
Aba-Sárkeresztúr vasútállomás egy Fejér vármegyei vasútállomás, melyet a MÁV üzemeltet Aba városában.
A belterület délkeleti peremén helyezkedik el, majdnem közvetlenül a 63-as főút mellett, annak keleti oldalán; a másik névadó település, Sárkeresztúr központjától körülbelül 2 kilométerre északkeletre. Közúti elérését a főút, illetve egy arról leágazó, egészen rövid, számozatlan és névtelen bekötőút biztosítja.
2021. április 11-étől a vonatok megállás nélkül áthaladnak az állomáson.

## Vasútvonalak
Az állomást az alábbi vasútvonalak érintik:
- Sárbogárd–Börgönd-vasútvonal

## Kapcsolódó állomások
A vasútállomáshoz az alábbi állomások vannak a legközelebb:
- Sárbogárd vasútállomás (Sárbogárd–Börgönd-vasútvonal)
- Belsőbáránd megállóhely (Sárbogárd–Börgönd-vasútvonal)

## Forgalom
Az állomáson 2021. április 11-étől nem állnak meg a személyszállító vonatok, korábban a naponta irányonként egyszer közlekedő S450-ös jelzésű vonatok álltak meg itt.

## Lásd még
- Magyarország vasútállomásainak listája